# Schlacht bei Placentia (194 v. Chr.)
Die Schlacht bei Placentia im Jahr 194 v. Chr. war eine entscheidende Schlacht zwischen den Truppen der Römischen Republik unter dem Konsul Tiberius Sempronius Longus und einem keltischen Kriegerheer der Boier unter ihrem Häuptling Boiorix. Durch den Sieg der Römer – befördert durch Disziplin, gezielten Ausfällen und koordinierten Gegenangriffen – endete die Rebellion der Boier in der Gallia cisalpina und legte den Grundstein für die römische Vorherrschaft in Oberitalien.

## Vorgeschichte
Nach dem Ende des Zweiten Punischen Kriegs blieben römische Truppen in Oberitalien. Die boische Stammesföderation, die Boier, leistete unter ihrem Häuptling Boiorix weiterhin Widerstand gegen die römische Expansion in der Region Gallia cisalpina. Bereits 197/196 v. Chr. waren erste Gefechte erfolgt, in denen die Boier jedoch noch nicht entscheidend geschlagen wurden.

## Konfliktparteien
Für die Römische Republik führte Konsul Tiberius Sempronius Longus ein konsulares Heer von vier Legionen (ca. 22.000 Mann) und Hilfstruppen in die Schlacht.
Häuptling Boiorix und seine Brüder führten ein keltisches Kriegerheer der Boier. Genaue Zahlen sind nicht überliefert.

## Schlachtverlauf
Sempronius errichtete sein Feldlager bei Placentia (heute Piacenza), um die Boier aus ihrem Siedlungsgebiet zu vertreiben.
Die Boier entschieden sich, das römische Lager anzugreifen, solange die beiden Konsularheere getrennt waren. Nach zweitägiger Belagerung stürmten sie gleichzeitig durch alle Tore des Lagers. Zwei Legionen versuchten einen Ausfall durch das Haupttor, wurden aber zurückgedrängt. Das heftige Gerangel im befestigten Lager führte zu erheblichen Verlusten auf beiden Seiten.
Ein Centurio der II. Legion, Quintus Victorius, sowie der Militärtribun Gaius Atilius warfen römische Feldzeichen mitten in die boische Linie, woraufhin die Römer mit erneuter Entschlossenheit angriffen. Die II. Legion kämpfte sich aus dem Lager, während gleichzeitig die boische Angriffsbewegung am quaestorischen Tor abgewehrt wurde.
Sempronius ließ eine Kohorte eingreifen, die den rückwärtigen Druck aufhob, und die IV. Legion verbannte die Boier aus dem Lager. Das Gefecht verlagerte sich vor die Lagerbefestigung. Gegen Mittag litten die Boier unter Hitze und Erschöpfung; sie wurden schließlich in die Flucht geschlagen und zum eigenen Lager zurückgedrängt.
Die Boier verloren durch Krankheit und fehlender Kampfbereitschaft ihre Kampfkraft und zerstreuten sich. Sempronius befahl den Rückzug, wohl um die römischen Verluste gering zu halten. Angaben zu genauen Opferzahlen fehlen in den Quellen.

## Folgen
Der entscheidende römische Sieg bei Placentia beendete die großflächige Rebellion der Boier in Gallia cisalpina. Im folgenden Jahr kam es bei Mutina, heute Modena, zu einer erneuten Schlacht gegen die Boier, die endgültig ihre Kapitulation erzwang und die römische Provinz Gallia cisalpina sicherte. Die römische Kontrolle über Oberitalien blieb unangefochten, was den Weg für Kolonisierungen und den Bau von Straßen ebnete.